# Menef Al-Dehani
Menef Al-Dehani es un deportista kuwaití que compitió en taekwondo. Ganó una medalla de bronce en los Juegos Asiáticos de 1994 en la categoría de –50 kg.

## Palmarés internacional
| Juegos Asiáticos | Juegos Asiáticos  | Juegos Asiáticos  | Juegos Asiáticos |
| Año              | Lugar             | Medalla           | Categoría        |
| ---------------- | ----------------- | ----------------- | ---------------- |
| 1994             | Hiroshima (Japón) | Medalla de bronce | –50 kg           |